# Placid J. Podipara
Placid Joseph Podipara CMI (* 3. Oktober 1899 in Arpukara bei Mannanam, Kerala; † 27. April 1985 in Chethipuzha) war ein christlicher Gelehrter.
Podipara lehrte als Professor am Päpstlichen Orientalischen Institut und war päpstlicher Peritus und Konsultor der Konzilskommission für die Ostkirchen.

## Werke
- 'Die Thomas-Christen', Reihe das östliche Christentum, Neue Folge, Heft 18,  Hrsg. Hermenegild Maria Biedermann Hrsg., Augustinus-Verlag Würzburg, 1966